# Epilampra sagitta
Epilampra sagitta är en kackerlacksart som beskrevs av Morgan Hebard 1929. Epilampra sagitta ingår i släktet Epilampra och familjen jättekackerlackor. Inga underarter finns listade i Catalogue of Life.